# Purgstall an der Erlauf
Purgstall an der Erlauf is een gemeente in de Oostenrijkse deelstaat Neder-Oostenrijk, gelegen in het district Scheibbs (SB). De gemeente heeft ongeveer 5200 inwoners.

## Geografie
Purgstall an der Erlauf heeft een oppervlakte van 55,88 km². Het ligt in het centrum van het land, ten westen van de hoofdstad Wenen en ten zuidwesten van de deelstaathoofdstad Sankt Pölten.
Gaming · Göstling an der Ybbs · Gresten · Gresten-Land · Lunz am See · Oberndorf an der Melk · Puchenstuben · Purgstall an der Erlauf · Randegg · Reinsberg · Scheibbs · Sankt Anton an der Jeßnitz · Sankt Georgen an der Leys · Steinakirchen am Forst · Wang · Wieselburg · Wieselburg-Land · Wolfpassing
- Gemeinsame Normdatei: 4406482-2
- MusicBrainz: 7c734ef8-3b9f-455c-a064-c4f7b4175e9f
- Nationale Bibliotheek van Israël: 987012881376705171
- Virtual International Authority File: 246942124
- WorldCat: E39PBJrWxkvfJWR7vcr3PVJbh3